# Maçal do Chão
Maçal do Chão es una freguesia portuguesa del concelho de Celorico da Beira, en el distrito de Guarda, con 15,12 km² de superficie y 160 habitantes (2011). Su densidad de población es de 10,6 hab/km².
Situada en el extremo nororiental del concelho de Celorico, a 13 km de su capital, Maçal do Chão limita con los de Trancoso, al norte,  Pinhel, al noroeste, y Guarda, al suroeste. Llamada inicialmente  Lamaçal (Cenagal), la actual freguesia fue durante la Reconquista una encomienda de la Orden de Malta.
A pesar de la destrucción sufrida por la invasión francesa durante la Guerra de la Independencia española, pueden citarse en el patrimonio histórico-artístico de Maçal do Chão la iglesia parroquial de San Esteban, el crucero, el pelourinho y la fuente da Lapa.